# Amazon Tall Tower Observatory
Amazon Tall Tower Observatory, zkráceně ATTO, je 325 metrů vysoká věž z oceli, která slouží k výzkumu Amazonského pralesa. Nachází se na území brazilské obce São Sebastião do Uatumã 170 km severovýchodně od Manausu.
Za mezinárodním výzkumným projektem stojí Společnost Maxe Plancka, Národní institut pro výzkum Amazonie a Univerzita státu Amazonas. Jeho cílem je zmapovat dopady odlesňování Amazonie a globálního oteplování na místní přírodu. Systematický výzkum amazonského podnebí navrhl brazilský agronom Eneas Salati již v roce 1984, teprve ve 21. století se podařilo získat finanční a odbornou spoluúčast z Německa.
Stavba observatoře byla zahájena v roce 2009 a náklady na ni dosáhly 8 400 000 eur. Materiál se do pralesa dopravoval převážně na člunech, bylo použito 416 tun kovu a 26 km lan. V roce 2012 byly dokončeny dvě menší věže vysoké 80 m, po nich následoval hlavní kotvený stožár, který je vyšší než Eiffelova věž. Zařízení bylo slavnostně uvedeno do provozu 22. srpna 2015. V roce 2021 byla spuštěna další fáze projektu, nazvaná ATTOplus.
Věž ATTO je nejvyšší stavbou na jihoamerickém kontinentu a z jejího vrcholu je možno přehlédnout území o rozloze 100 km². Díky věži, která převyšuje i koruny nejvyšších stromů v pralese, umožňuje observatoř dlouhodobé studium místního ekosystému. U paty věže se nachází tábor pro zhruba třicet vědců, kteří shromažďují údaje o místním klimatu. K úkolům projektu patří měření teploty, srážek i koncentrací skleníkových plynů, účastníci také sledují složení půdy a vegetace v okolí věže. Nacházejí se zde klimatizované kontejnery na vzorky a laboratorní příslušenství, k dopravě meteorologických přístrojů na vrchol věže slouží automatické zařízení RoLi (Robotic Lift). Životnost observatoře je plánována na minimálně dvacet let.
Nedaleko Zotina na Sibiři je od roku 2006 v provozu obdobné vědecké zařízení, nazvané ZOTTO.